# Vigésima Sexta Emenda à Constituição dos Estados Unidos
A Vigésima Sexta Emenda à Constituição dos Estados Unidos (em inglês: Twenty Sixth Amendment to the United States Constitution) proíbe os estados e o governo federal de utilizar a idade como uma razão para negar o direito de voto aos cidadãos dos Estados Unidos, que possuem, no mínimo, dezoito anos de idade. A vontade de reduzir a idade de voto de 21 para 18 cresceu em todo o país durante a década de 1960, impulsionada em grande parte pelo movimento de ativismo estudantil em protesto contra a Guerra do Vietnã. O impulso para a elaboração de uma emenda para baixar a idade de voto surgiu depois da decisão da Suprema Corte Oregon v. Mitchell, 400 EUA , que definiu que o Congresso pode estabelecer uma idade de voto para as eleições federais, mas não para as eleições estaduais locais.
Em 23 de março de 1971, uma proposta para estender o direito de voto aos cidadãos de dezoito anos de idade foi aprovada por ambas as casas do Congresso e enviada para os estados para ratificação. A alteração tornou-se parte da Constituição em 1 de julho de 1971, três meses e oito dias após a emenda foi enviado para os estados, para ratificação, de fazer essa alteração o mais rápido a ser ratificado.

## Texto
Secção 1. O direito dos cidadãos dos Estados Unidos, que têm dezoito anos de idade ou mais, para votar não será negado ou abreviado pelos Estados Unidos ou por qualquer Estado em razão da idade.
 Secção 2. O Congresso terá o poder de fazer cumprir este artigo pela legislação apropriada.

## História

### Legislação prévia
O senador Harley Kilgore começou a defender uma idade de votação reduzida em 1941, no 77º Congresso. Apesar do apoio de colegas senadores, representantes e primeira-dama Eleanor Roosevelt, o Congresso não conseguiu passar nenhuma mudança nacional. No entanto, o interesse público em baixar a idade de votação tornou-se um tema de interesse a nível local. Em 1943 e 1955, respectivamente, as legislaturas da Geórgia e do Kentucky aprovaram medidas para reduzir a idade de voto para 18.
O presidente Dwight D. Eisenhower, em seu discurso sobre o Estado da União de 1954, tornou-se o primeiro presidente a declarar publicamente seu apoio à proibição do sufrágio para aqueles com 18 ou mais. Durante a década de 1960, tanto o Congresso como as legislaturas estaduais subiu pressão crescente para reduzir a idade mínima de votação de 21 para 18. Isso foi em grande parte devido a Guerra do Vietnã, na qual muitos jovens que não podiam votar foram recrutados para lutar na guerra, sem meios para influenciar as pessoas que os mandavam arriscar suas vidas. "Antigo o suficiente para lutar, idade suficiente para votar", era um slogan comum usado pelos defensores da redução da idade de voto. O slogan tem as suas origens na Segunda Guerra Mundial, quando o presidente Franklin D. Roosevelt reduziu a idade militar para 18 anos.
Em 1963, a Comissão Presidencial sobre Registro e Participação Votante, em seu relatório ao Presidente Lyndon B. Johnson, encorajou a considerar a redução da idade de voto. O historiador Thomas H. Neale argumenta que o movimento para baixar a idade de votar seguiu um padrão histórico semelhante a outras extensões do sufrágio; com a escalada da guerra no Vietnã, os constituintes foram mobilizados e, eventualmente, uma emenda constitucional aprovada.
Em 1970, o senador Ted Kennedy Propôs emendar a Lei de Direitos de Votação de 1965 para baixar a idade de votar nacionalmente. Em 22 de junho de 1970, o presidente Richard Nixon Assinaram uma extensão do Ato de Direitos de Voto de 1965 que exigia que a idade de eleição fosse de 18 em todas as eleições federais, estaduais e locais. Em sua declaração sobre a assinatura da extensão, Nixon disse:
Apesar das minhas dúvidas quanto à constitucionalidade desta disposição, assinou o projecto de lei. Encaminhei o Procurador-Geral a cooperar plenamente na aceleração de um teste judicial rápido da constitucionalidade da disposição de 18 anos.
 Subsequentemente, Oregon e Texas contestaram a lei em tribunal, e o caso foi submetido à Suprema Corte em 1970 como Oregon v. Mitchell. Nesse momento, quatro estados tinham uma idade mínima de votação abaixo de 21: Geórgia, Kentucky, Alasca e Havaí.

### Oregon v. Mitchell
Durante o debate da extensão de 1970 da Lei de Direitos de Voto, o senador Ted Kennedy argumentou que a Cláusula de proteção igual da Décima Quarta Emenda Permitiu que o Congresso aprovasse legislação nacional que abaixasse a idade de votar. Na decisão de 1966 Katzenbach v. Morgan, a Suprema Corte decidiu que "se o Congresso agir para fazer cumprir a 14ª Emenda, mediante a aprovação de uma lei que declare que um tipo de lei estadual discrimina contra determinada classe de pessoas, a Suprema Corte deixará a lei se os juízes puderem perceber uma base "Para as ações do Congresso".
O presidente Nixon discordou de Kennedy. Numa carta ao Presidente da Câmara e à minoria da Câmara dos Deputados e aos líderes da maioria, ele afirmou que a questão não é se a idade de votar deveria ser reduzida, mas como; Em sua própria interpretação do caso Katzenbach, Nixon argumentou que incluir a idade como algo discriminatório seria muito grande e expressou preocupações de que o dano de uma decisão da Suprema Corte de revogar a Lei de Direitos de Voto poderia ser desastroso.

Em Oregon v. Mitchell (1970), O Supremo Tribunal considerou se as disposições relativas à idade de voto que o Congresso acrescentou à Lei dos Direitos de Voto em 1970 eram constitucionais. A Corte anulou as disposições que estabeleceram 18 como idade de eleição em eleições estaduais e locais. No entanto, o Tribunal confirmou a disposição que estabelece a idade de eleição como 18 em eleições federais. O Tribunal estava profundamente dividido neste caso, e a maioria dos juízes não concordou com uma justificação para a exploração.
A decisão resultou em estados sendo capazes de manter 21 como a idade de votação em eleições estaduais e locais, mas sendo obrigado a estabelecer roteiros eleitorais separados para que os eleitores entre 18 e 20 anos de idade poderia votar nas eleições federais.

### Oposição
Embora a Vigésima Sexta Emenda tenha sido aprovada mais rapidamente do que qualquer outra emenda constitucional, cerca de 17 estados se recusaram a aprovar medidas para reduzir suas idades de voto mínimo depois que Nixon assinou a extensão de 1970 à Lei de Direitos de Voto. Os opositores à extensão do voto aos jovens questionaram a maturidade e a responsabilidade das pessoas aos 18 anos. Professor William G. Carleton perguntou por que a votação foi proposta para a juventude em um momento em que o período da adolescência tinha crescido tão substancialmente do que no passado Quando as pessoas tinham mais responsabilidades em idades mais precoces. Carleton criticou ainda mais a decisão de diminuir a votação, citando as preocupações americanas com a juventude em geral, a dependência exagerada do ensino superior e equiparando a inteligência tecnológica com a responsabilidade e a inteligência. Ele denunciou também o argumento do serviço militar, chamando-o de "clichê". Considerando as idades dos soldados na Guerra Civil Americana, Ele afirmou que alfabetização e educação não eram motivo para limitar o voto; Em vez disso, o senso comum e a capacidade de compreender o sistema político fundamentaram as restrições de idade para votar.
James J. Kilpatrick, um colunista político, afirmou que os estados foram "extorquidos para ratificar a Vigésima Sexta Emenda". Em seu artigo, ele alega que ao passar a extensão de 1970 à Lei de Direitos de Voto, o Congresso efetivamente forçou os Estados a ratificar a emenda para que eles não sejam forçados a lidar financeiramente e burocraticamente com a manutenção de dois registros de voto. George Gallup Menciona igualmente o custo do registo no seu artigo, mostrando percentagens favoráveis ou opostas à alteração, e chama a atenção para as taxas mais baixas de apoio entre adultos com idades compreendidas entre os 30 e os 49 anos e mais de 50 (57% e 52%, respectivamente) 18-20 e 21-29 (84% e 73% respectivamente).

## Proposta e ratificação

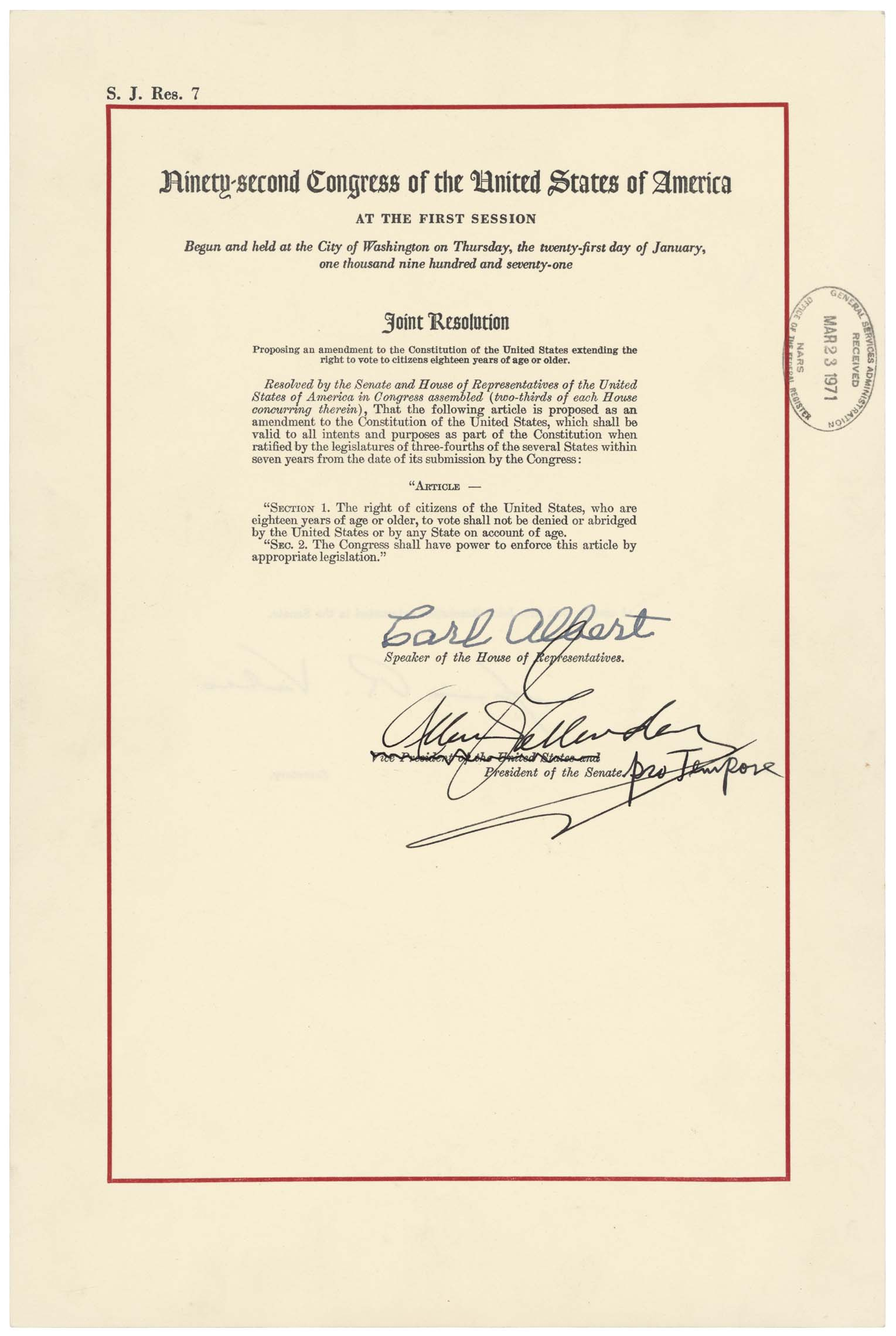
A Vigésima Sexta Emenda nos Arquivos Nacionais

### Passage by Congress
Em 10 de março de 1971, o Senado votou 94–0 em favor de propor uma Emenda Constitucional para garantir que a idade mínima de votação não poderia ser maior que 18. Em 23 de março de 1971, A Câmara dos Representantes votou 401–19 a favor da alteração proposta.

### Ratificação pelos Estados
Tendo sido aprovado pelo 92º Congresso, A proposta Vigésima Sexta Emenda foi enviada para as assembléias estaduais para sua consideração. A ratificação foi concluída em 1º de julho de 1971, após a emenda ter sido ratificada pelos seguintes 38 estados nas seguintes datas:
1. Connecticut: 23 de março de 1971
2. Delaware: 23 de março de 1971
3. Minnesota: 23 de março de 1971
4. Tennessee: 23 de março de 1971
5. Washington: 23 de março de 1971
6. Havaí: 24 de março de 1971
7. Massachusetts: 24 de março de 1971
8. Montana: 29 de março de 1971
9. Arkansas: 30 de março de 1971
10. Idaho: 30 de março de 1971
11. Iowa: 30 de março de 1971
12. Nebraska: 2 de abril de 1971
13. Nova Jérsia: 3 de abril de 1971
14. Kansas: 7 de abril de 1971
15. Michigan: 8 de abril de 1971
16. Alasca: 8 de abril de 1971
17. Maryland: 8 de abril de 1971
18. Indiana: 8 de abril de 1971
19. Maine: 9 de abril de 1971
20. Vermont: 16 de abril de 1971
21. Luisiana: 17 de abril de 1971
22. Califórnia: 19 de abril de 1971
23. Colorado: 27 de abril de 1971
24. Pensilvânia: 27 de abril de 1971
25. Texas: 27 de abril de 1971
26. Carolina do Sul: 28 de abril de 1971
27. Virgínia Ocidental: 28 de abril de 1971
28. Nova Hampshire: 13 de maio de 1971
29. Arizona: 14 de maio de 1971
30. Rhode Island; 27 de maio de 1971
31. Nova Iorque: 2 de junho de 1971
32. Óregon: 4 de junho de 1971
33. Missouri: 14 de junho de 1971
34. Wisconsin: 22 de junho de 1971
35. Illinois: 29 de junho de 1971
36. Alabama: 30 de junho de 1971
37. Ohio: 30 de junho de 1971
38. Carolina do Norte: 1 de julho de 1971

Tendo sido ratificada por três quartos dos Estados (38), a Vigésima-sexta Emenda passou a fazer parte da Constituição. Em 5 de julho de 1971,O Administrador dos Serviços Gerais, Robert Kunzig, Certificou sua adoção. O presidente Nixon e Julianne Jones, Joseph W. Loyd, Jr., e Paul S. Larimer dos "jovens americanos em concerto" também assinaram o certificado como testemunhas. Durante a cerimônia de assinatura,Realizada na Sala Leste da Casa Branca, Nixon falou sobre sua confiança na juventude da América.
Ao me encontrar com esse grupo hoje, sinto que podemos ter confiança de que os novos eleitores norte-americanos, a geração jovem da América, fornecerão o que a América precisam quando nos aproximamos do nosso 200º aniversário, não apenas a força e não apenas a riqueza, mas o "Espírito de 76" "Um espírito de coragem moral, um espírito de alto idealismo no qual acreditamos no sonho americano, mas no qual percebemos que o sonho americano nunca pode ser cumprido até que cada americano tenha a mesma chance de cumpri-lo em sua própria vida.
A alteração foi posteriormente ratificada pelos seguintes Estados, elevando o número total de Estados ratificantes para quarenta e três:
39. Oklahoma: 1 de julho de 1971
40. Virgínia: 8 de julho de 1971
41. Wyoming: 8 de julho de 1971
42. Geórgia: 4 de outubro de 1971
43. Dakota do Sul: 4 de março de 2014
Nenhuma ação foi tomada sobre a emenda pelos estados da Flórida, Kentucky, Mississippi, Nevada, Novo México, Dakota do Norte ou Utah.

## References
1. ↑  Neale, Thomas H., "Lowering the Voting Age was not a New Idea", in Amendment XXVI Lowering the Voting Age, ed.
2. 1 2  Neale, Thomas H., "Lowering the Voting Age was not a New Idea", in Amendment XXVI Lowering the Voting Age, ed.
3. ↑  Dwight D. Eisenhower, “Public Papers of the Presidents” January 7, 1954, p. 22.
4. ↑  Kennedy, Edward M. “The Time Has Come to Let Young People Vote”, in Amendment XXVI Lowering the Voting Age, ed.
5. ↑  University of California, Santa Barbara. «196 - Statement on Signing the Voting Rights Act Amendments of 1970». presidency.ucsb.edu
6. ↑  Educational Broadcasting Corporation (2006). «Majority Rules: Oregon v. Mitchell (1970)». PBS
7. ↑  18 for Georgia and Kentucky, 19 for Alaska and 20 for Hawaii
8. ↑  Neale, Thomas H. The Eighteen Year Old Vote: The Twenty-Sixth Amendment and Subsequent Voting Rates of Newly Enfranchised Age Groups. 1983.
9. ↑  Graham, Fred P., in Amendment XXVI Lowering the Voting Age, ed.
10. ↑  Nixon, Richard, "Changing the Voting age will Require a Constitutional Amendment", in Amendment XXVI Lowering the Voting Age, ed.
11. ↑  Tokaji, Daniel P. (2006). «Intent and Its Alternatives: Defending the New Voting Rights Act» (PDF). Alabama Law Review. 58: 353. Consultado em 29 de julho de 2015
12. ↑  Oregon v.
13. ↑  «Making Civics Real: Workshop 2: Essential Readings». learner.org. Consultado em 29 de outubro de 2015
14. 1 2 3 4  Carleton, William G., "Teen Voting Would Accelerate Undesirable Changes in the Democratic Process", in Amendment XXVI Lowering the Voting Age, ed.
15. ↑  Kilpatrick, James J., "The States are being Extorted into Ratifying the Twenty-sixth Amendment", in Amendment XXVI Lowering the Voting Age, ed.
16. ↑  Gallup, George, "The Majority of Americans Favor the Twenty-sixth Amendment", in Amendment XXVI Lowering the Voting Age, ed.
17. ↑  Senate, Journal of the Senate, 92nd Congress, 1st session, 1971.
18. ↑  House, Journal of the House, 92nd Congress, 1st session, 1971.
19. ↑  «THE CONSTITUTION of the UNITED STATES OF AMERICA: ANALYSIS AND INTERPRETATION, Centennial Edition, INTERIM EDITION: ANALYSIS OF CASES DECIDED BY THE SUPREME COURT OF THE UNITED STATES TO JUNE 26, 2013» (PDF). Washington, DC: U.S. Government Printing Office. 2013. p. 44. Consultado em 13 de abril de 2014
20. ↑  http://legis.sd.gov/Legislative_Session/Bills/Bill.aspx?